# Incidentul OZN de la Kecksburg

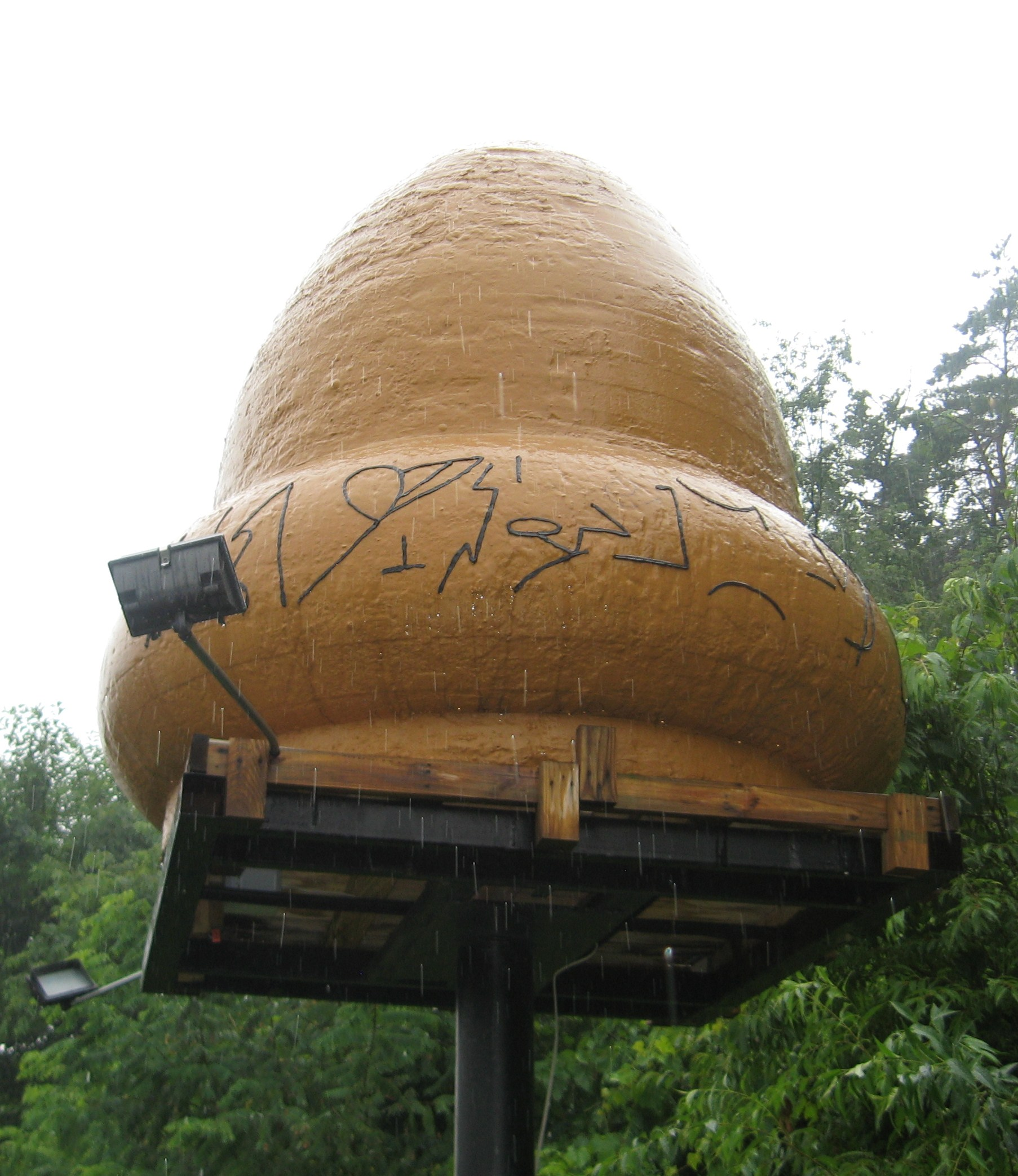
Un model al obiectului prăbușit, creat inițial pentru emisiunea Unsolved Mysteries, a fost amplasat în apropierea departamentului de pompieri din Kecksburg.

Incidentul OZN a avut loc la data de 9 decembrie 1965, în Kecksburg, statul Pennsylvania, Statele Unite ale Americii. O sferă mare de foc, strălucitoare, a fost văzută de mii de oameni în cel puțin șase state din SUA și Ontario, Canada. Aceasta a brăzdat cerul în zona Detroit, Michigan / Windsor, Ontario și se pare că au căzut resturi metalice incandescente în Michigan și nordul statului Ohio, provocând unele incendii de iarbă și un bang sonic în zona metropolitană Pittsburgh. În general, s-a afirmat în presă că ar fi fost un meteor, după ce autoritățile au exclus alte explicații propuse, cum ar fi un accident de avion, testarea unei rachete care s-a „rătăcit” sau reintrarea în atmosferă a resturilor unui satelit.
Cu toate acestea, martorii oculari din mica localitate Kecksburg, aflată la aproximativ 48 de kilometri sud-est de Pittsburgh, au afirmat că s-a prăbușit „ceva” în pădure. Un băiat a spus că a văzut un obiect care a aterizat; mama lui a zărit un firicel de fum albastru care ieșea din pădure și a alertat autoritățile. Un alt raporta indicat o vibrație și „o bufnitură” în momentul în care obiectul ar fi aterizat. Alte persoane din Kecksburg, inclusiv membrii departamentului de pompieri voluntari locali, au declarat că a fost găsit un obiect în formă de ghindă aproximativ la fel de mare ca un Volkswagen Beetle. S-a afirmat, de asemenea, că a fost văzută și o scriere asemănătoare hieroglifelor egiptene pe o bandă în jurul bazei obiectului. Martorii au raportat că în zonă a fost o prezență militară intensă, mai ales armata americană, care a securizat zona, a ordonat să fie ținuți la distanță civilii de locul impactului și apoi a încărcat un obiect pe platforma unui camion [necesită citare].Și totuși, militarii au declarat că au căutat în pădure și nu au găsit „absolut nimic”.

## Kosmos 96
Au existat unele speculații că fragmentele metalice ar fi rezultat în urma prăbușirii satelitului sovietic Kosmos 96. Dar într-un raport US Space Command din 1991 s-a concluzioneazat că satelitul Kosmos 96 s-a prăbușit în 9 decembrie 1965 în Canada, la ora 3.18, cu aproximativ 13 ore înainte de prăbușirea obiectului de la Kecksburg, care a avut loc la 16.45.

## Progrese recente

### 2003: Reinvestigări Sci Fi Channel ale cazului
În 2003, Sci Fi Channel a sponsorizat un studiu științific al zonei și al înregistrărilor aferente, studiu efectuat de  Coalition for Freedom of Information. Cea mai semnificativă constatare a echipei științifice a fost descoperirea unei linii de copaci rupți în partea superioară, linie care ducea la locul unde unii martori oculari au declarat că au văzut obiectul înfipt în sol. În plus, la datarea pe baza inelelor anuale ale arborilor a reieșit că a existat o deteriorare a lor în 1965. Fapt care a furnizat dovezi fizice conform cărora „ceva” din aer s-ar fi prăbușit printre copaci și ar fi căzut în pădure. (Cu toate acestea, unul dintre oamenii de știință ar fi sugerat că gheața ar fi provocat aceste daune copacilor.) Au fost constatate și perturbări minore ale solului în zona presupusului loc de aterizare. Un alt martor a declarat că a auzit două țipete puternice și oribile în momentul în care membri ai armatei s-au apropiat pe jos de obiect.
Reinvestigarea în speță a fost un impuls pentru NASA de a publica documente relevante pe această temă. Aproximativ 40 de pagini cu astfel de documente au fost publicate în 1 noiembrie 2003, dar nu au dezvăluit nimic în plus. Și totuși, există documente  ale Project Blue Book care arată că o echipă de trei oameni a fost trimisă de la o instalație radar a forțelor aeriene din apropierea orașului Pittsburgh pentru a investiga accidentul de la Kecksburg. Articolele din presă au relatat despre acest lucru, însă experții Project Blue Book au precizat că nu au descoperit nimic. 

### 2005: NASA schimbă explicațiile
În decembrie 2005, chiar înainte de cea de-a 40-a aniversare a accidentului de la Kecksburg, NASA a venit cu o nouă declarație în sensul că au fost examinate fragmentele metalice ale obiectului și că ele ar proveni de la o reintrare în atmosferă a unui „satelit rusesc". Purtătorul de cuvânt al NASA  a mai susținut că înregistrările aferente au fost prost înțelese. Conform Associated Press:
„Obiectul părea a fi un satelit rus care a reintrat în atmosferă și s-a rupt în bucăți. Experții NASA au studiat fragmente ale obiectului, dar înregistrările datelor cu ce au găsit s-au pierdut în anii ’90”.
„De regulă, noi nu urmărim OZN-uri. Ce puteau face și ceea ce se pare că au făcut experții noștri în nave spațiale din anii ’60 era să arunce o privire la orice ar fi fost acele obiecte și să vină cu o concluzie a experților, a spus Steitz. Am făcut asta, am închis (cazul) și gata. Din păcate, documentele justificative referitoare la aceste constatări au fost prost înțelese.”—Steitz, 
Însă aceste afirmații contrazic afirmațiile făcute de Nicolae L. Johnson, cercetător-șef NASA al deșeurilor spațiale, ziaristului Leslie Kean în 2003. Ca parte a noii anchetei Sci Fi, Kean i-a cerut lui Johnson să verifice din nou traseele orbitale ale tuturor sateliților cunoscuți și alte documente din 1965. Johnson i-a declarat lui Kean că pe baza mecanicii orbitale niciun obiect cunoscut  artificial sau natural nu s-ar fi prăbușit la Kecksburg. Mai mult, Johnson a precizat că niciun obiect cunoscut artificial sau natural nu a re-intrat în atmosfera terestră în acea zi.

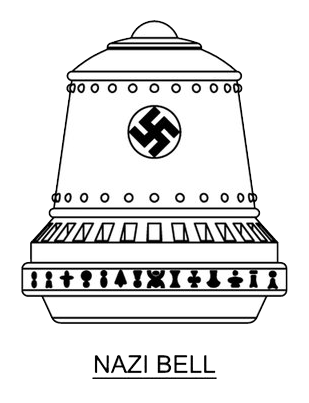
Die Glocke

### 2008: Discovery Channel face legătura cu „OZN-ul nazist”
În 2008, un crainic de la Discovery Channel pretindea în serialul documentar Nazi UFO Conspiracy că obiectul de la Kecksburg semăna cu Die Glocke (Clopotul nazist), un presupus OZN nazist.

### 2009-2011: Reinvestigări History Channel ale cazului
În februarie 2009, în cadrul serialului UFO Hunters al canalului History, a fost analizat acest incident, împreună cu unul similar care a avut loc în Needles, California. Au fost intervievați martori, au fost utilizate echipamente științifice care nu erau disponibile în 2003 (când a avut loc ancheta Sci-Fi Channel), dar nu a fost găsită nicio informație suplimentară. Ideea principală a episodului a fost în legătură cu prezența militară masivă și mușamalizarea cazului.  
Într-un episod al serialului History Channel,  Extratereștri antici, din 2011, se presupune că nava care s-a prăbușit a fost Die Glocke, mai cunoscută sub numele de „Clopotul nazist." Sunt investigate dovezi și speculații conform cărora ofițerul nazist SS (Obergruppenführer) Hans Kammler ar fi folosit un Clopot pentru a scăpa de  Forțele Aliate în ultimele zile înainte de Ziua Victoriei în Europa, folosind călătoria în timp și sfârșind prin a ateriza lângă Kecksburg, unde s-a integrat în societatea americană de după război.

### 2011:Dark Matters-Science Channel
Un episod Dark Matters   al canalului TV Science a investigat mai multe teorii bine cunoscute. Una dintre ele sugerează o legătură a incidentului OZN de la Kecksburg cu cercetările naziste în privința tehnologiei antigravitației, în special cu Die Glocke.